# (2998) Berendeya
(2998) Berendeya (1975 TR3) – planetoida z grupy pasa głównego asteroid okrążająca Słońce w ciągu 3,77 lat w średniej odległości 2,42 j.a. Odkryta 3 października 1975 roku.